# Augustine Pulu
Augustine Pulu (Auckland, 4 gennaio 1990) è un rugbista a 15 neozelandese che gioca come mediano di mischia negli Hino Red Dolphins in Top League.